# イオンモール神戸南
イオンモール神戸南（イオンモールこうべみなみ）は、兵庫県神戸市兵庫区に所在し、イオンモール株式会社が運営・管理するショッピングセンターである。

## 概要
神戸市の南に位置し、神戸中央卸売市場に隣接した大型ショッピングモールである。その立地特性を生かしてコラボレーションしたマーケットの展開や食の体験をテーマに食を中心としたコンセプトで営業を行っている。また、海に近い立地を生かしてボートに乗る体験ができるユニークな取り組みも行なっている。

## 主なテナント
出店テナント全店の一覧・詳細情報は公式サイト「ショップガイド」を参照。
- イオンスタイル神戸南
- WATER FANTASIA KOBE

## アクセス
詳細は公式サイト「アクセス」を参照。
神戸市営地下鉄海岸線中央市場前駅と連絡通路で繋がっている。